# Флаг Мичигана
Флаг Мичига́на (англ. Flag of Michigan) — один из государственных символов американского штата Мичиган.
Флаг представляет собой прямоугольное полотнище синего цвета, в центре которого расположен герб Мичигана.
В центре герба светло-синий щит, на котором изображено восходящее солнце из-за озера и человек, стоящий на полуострове, с поднятой правой рукой и держащим в другой руке длинноствольное ружьё. Всё это символизирует мир и способность защитить его. Щитодержатели — лось и вапити — символизируют большой животный мир Мичигана, а белоголовый орлан — Соединённые Штаты.
Три латинских девиза, изображённых на гербе, означают:
- На красной ленте: E Pluribus Unum — «Из многих, один»
- На светло-синем щите: Tuebor — «Я защищу (свои права)»
- На белой ленте: Si Quaeris Peninsulam Amoenam Circumspice — «Если Вы ищете приятный полуостров, осмотритесь вокруг» (официальный девиз штата)[3].